# 地球 -HOSHI-
『地球 -HOSHI-』は、2008年2月6日に発売された白井貴子 & THE CRAZY BOYS のオリジナル・アルバム。

## 概要
TAKAKO & THE CRAZY BOYS 再活動第1弾ニューアルバム。テーマはエコ＆ロック。参加ミュージシャンは白井貴子、本田清巳、南明朗、春山信吾、片山敦夫、河村智康、ラティール・シー、竹田元。作詞作曲はすべて白井貴子。
「地球が大変なとき、女性の細やかさ、もったいないと思う精神、命を思う気持ちが、これからの時代を牽引するはず」

## 収録曲
1. 雨あがり
2. Time Limit
3. Believing
4. Run 風のように 雲のように
5. Orion
6. Start Again
7. I Follow The Sunshine 太陽を追いかけて
8. It's My Rock
9. LOVE + HOPE 心のままに
10. 最初で最後のメッセージ
11. 潮騒